# Harry Yount
Harry Yount, né le 18 mars 1839 dans le comté de Washington (Missouri) et mort le 16 mai 1924 à Wheatland (Wyoming), surnommé "Rocky Mountain Harry", est considéré comme le premier ranger du parc de Yellowstone aux États-Unis. Il fut engagé par le deuxième surintendant du parc, Philetus Norris, afin d'appliquer les règles et d'empêcher le vandalisme.